# 존 파울즈 (작곡가)

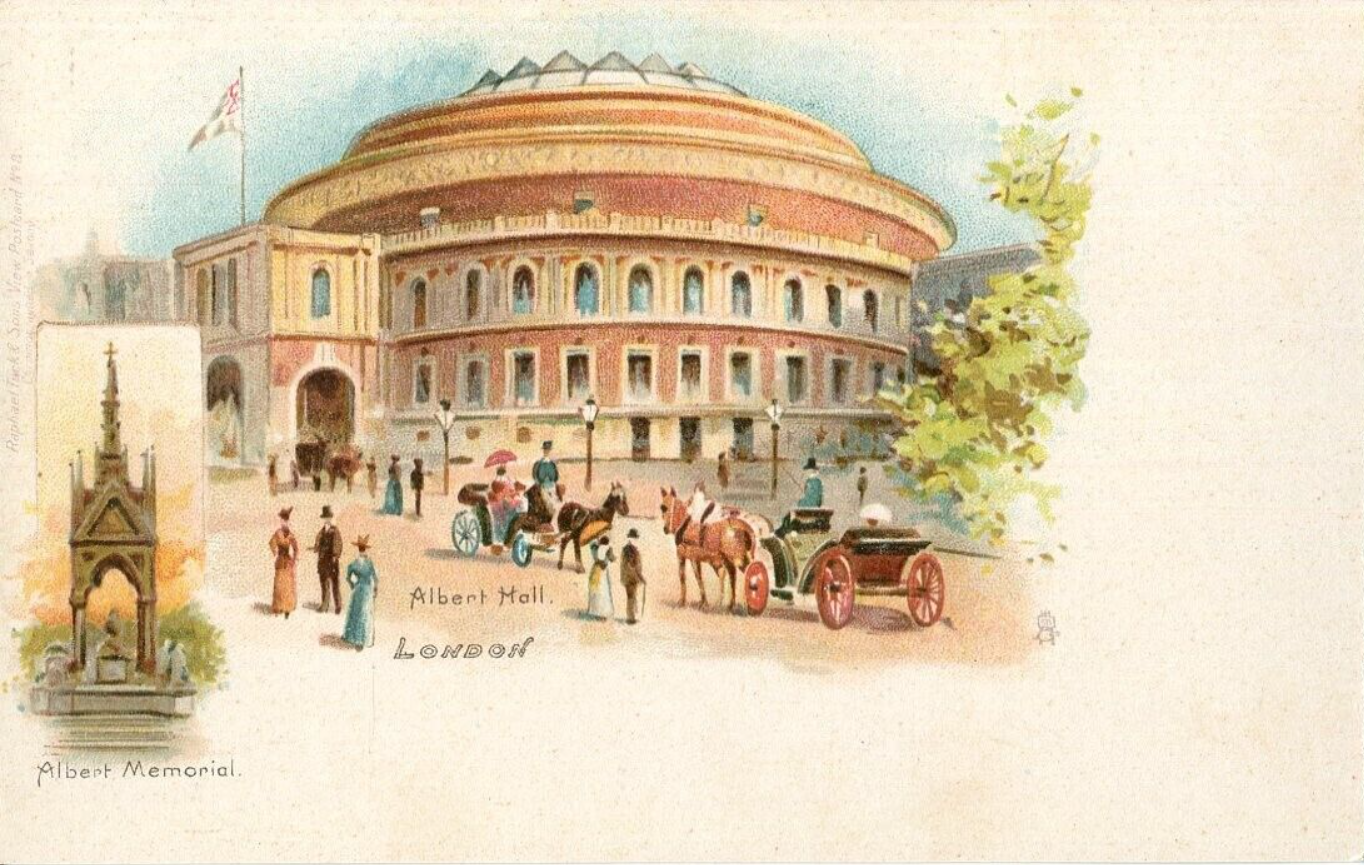
파울즈의 A World Requiem (1919-1921)이 1923년과 1926년에 공연던 Royal Albert Hall (1903 경)(Albert Memorial 삽입 포함)의 엽서; 1924년과 1925년에는 Queen's Hall에서 공연됐다.

존 허버트 파울즈(/foʊldz/ ; 1880년 11월 2일~1939년 4월 25일)은 영국의 첼로 연주자이자 클래식 음악 작곡가였다. 그는 주로 작곡가로서 독학을 했으며 영국 뮤지컬 르네상스의 인물 중 하나다.
경음악과 연극 악보의 성공적인 작곡가인 그의 주요 창의적 에너지는 특히 인도 음악의 영향을 받은 더욱 야심차고 탐구적인 작품에 쏟았다. 그의 A World Requiem (1919-1921)의 인기가 쇠퇴한 후 좌절을 겪은 그는 1927년 런던을 떠나 파리로 갔고, 결국 1935년 인도로 여행해 무엇보다도 민속 음악을 수집하고 인도 전통 악기 를 위한 작품을 작곡했다. 앙상블을 맡고 라디오에서 일했으며 1937년 델리에서 All India Radio의 이사가 됐다.
Foulds는 제1차 세계대전 전에 런던으로 이주했고, 전쟁 중인 1915년에 인도 음악에 대한 서구의 주요 권위자 중 한 명인 바이올리니스트 모드 맥카시(Maud MacCarthy)를 만났다. 모든 민족의 죽은 자를 추모하는 그의 거대한 A World Requiem (1919~1921)은 1923년 11월 11일 휴전의 밤에 영국 왕립 군단 의 후원으로 풀즈가 지휘한 로열 앨버트 홀에서 공연됐다. 1,250명의 악기 연주자와 가수; 후자는 Cenotaph 합창단이라고 불렸다. 1924년과 1925년에 공연은 Queen's Hall에서 열렸다. 1926년 앨버트 홀에서 다시 공연됐지만 이는 다시 앨버트 홀에서 열리는 2007년까지의 마지막 공연이었다. 1923~26년의 공연은 최초의 추모 축제를 구성한다. 일부 비평가들은 작품에 깊은 인상을 받지 못했지만 그럼에도 불구하고 인기가 있다. 한 신문은 이렇게 썼다. "이 작업의 범위는 지금까지 누구도 감히 시도했던 것 이상이다. 그것은 이 세대가 지금까지 알고 있는 가장 깊고 가장 널리 퍼진 불행에 대한 표현을 찾는 것과 다름없다. 따라서 매우 많은 수의 청취자들이 이 곡을 받아들였으며 그들은 음악만으로도 이러한 일을 할 수 있다고 분명히 느꼈다." 그러나 이 작업은 1926년 이후 중단됐다. 일부 평론가들은 Foulds에 대한 음모를 제안했다. 예를 들어 그의 전기 작가 Malcolm MacDonald는 일종의 "음모"를 암시했다. 파울즈는 전쟁에 참전하지 않았거나 좌익 견해가 의심되기 때문에 행사에 부적절한 작곡가로 간주됐다.